# Hemorragia digestiva alta
Hemorragia digestiva alta (HDA) ou Sangramento gastrointestinal superior é um sintoma de hemorragia no trato gastrointestinal superior, ou seja, faringe, esôfago, estômago ou duodeno. O limite anatômico para o sangramento gastrointestinal superior é o ângulo de Treitz, onde o final do duodeno passa pelo diafragma.

## Causas
Esôfago

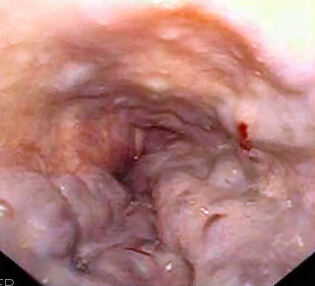
Varizes esofágicas (partes vermelhas).

- Varizes esofágicas: Frequentemente associadas a cirrose hepática;
- Úlceras esofágicas: Geralmente por refluxo gastroesofágico;
- Síndrome de Mallory-Weiss: Feridas do esôfago por vômitos frequentes, associadas ao alcoolismo, a bulimia e intoxicação alimentar;
- Adenocarcinoma de esôfago: O câncer mais comum do esôfago.

Estômago
- Úlcera gástrica: A causa mais frequente de hemorragia digestiva, pode ser causada por infecção por H. pylori;
- Gastrite: Inflamação por infecção, drogas (AINES, álcool, tabaco, cocaína...) ou secundária a outra doença;
- Varizes gástricas: Frequentemente associada a hipertensão portal;
- Câncer de estômago: Em 90% são adenocarcinoma gastrointestinal e só causam sangramento nos estágios avançados;
- Ectasia vascular gástrica: Dilatação e enfraquecimento dos vasos sanguíneos do estômago.

Duodeno
- Úlcera duodenal: Também é uma causa frequente, associada a infecção por H. pylori;
- Malformação vascular: Pode ser congênita ou degenerativa;
- Hemorragia da via biliar ou pancreática: Pode ser por câncer, por fístula, ruptura de aneurisma...
- Síndrome da artéria mesentérica superior: Rara compressão do duodeno entre a aorta abdominal e a artéria mesentérica superior.

As causas mais frequentes são as úlceras gastroduodenais e as varizes gastroesofágicas. O uso de álcool e tabaco são importantes fatores de risco. Diversos medicamentos aumentam o risco de úlceras gastroduodenais, dos quais se destacam os analgésicos mais usados (Anti-inflamatórios não esteroides como a aspirina, o ibuprofeno e a buspirona) e os antidepressivos mais usados (Inibidores selectivos da recaptação da serotonina como a fluoxetina).

## Sinais e sintomas
Os possíveis sinais e sintomas incluem:
- Vômito com sangue (Hematêmese)
- Fezes negras e fedidas (Melena)
- Dificuldade para engolir (Disfagia)
- Acidez/queimação (Dispepsia)
- Dor epigástrica (parte superior do abdômen) ou dores abdominais difusas
- Tontura e desmaio (Síncope)
- Perda de peso
- Fraqueza, cansaço, palidez e falta de ar (quando gera anemia ferropriva)

## Diagnóstico
O diagnóstico geralmente começa com relato de sangue no vômito ou nas fezes. Pele e mucosas secas indicam desidratação. Um hemograma verifica sinais de anemia (baixa quantidade de glóbulos vermelhos saudáveis) e de infecção (elevado número de leucócitos). O exame de sangue oculta em fezes pode ser o primeiro sinal de hemorragia em pacientes que não relatam o problema. A causa deve ser investigada com uma endoscopia, que também pode ser útil no tratamento. Se não der resultados ou não puder ser realizada tem como alternativa a angiografia e o lavado gástrico.

## Tratamento
Varia muito com a causa. Depois de uma hemorragia importante o foco inicial está na reposição de líquidos com fluidos intravenosos e no manejo das vias aéreas para garantir uma oxigenação adequada. Transfusão de sangue só é recomendada se o paciente está hemodinamicamente instável. Somatostatina e octreotida são úteis para reduzir o sangramento de varizes, mas não em outras causas.
Em caso de úlceras e varizes gastroesofágicas o tratamento de escolha é através de endoscopia com injeção de substâncias esclerosantes no vaso sangrante. Inibidores da bomba de prótons podem ser usados para evitar novas úlceras gastroduodenais. Antibióticos podem ser necessários para erradicar o H. Pylori.